# Nanoparticule pour l'administration de médicaments

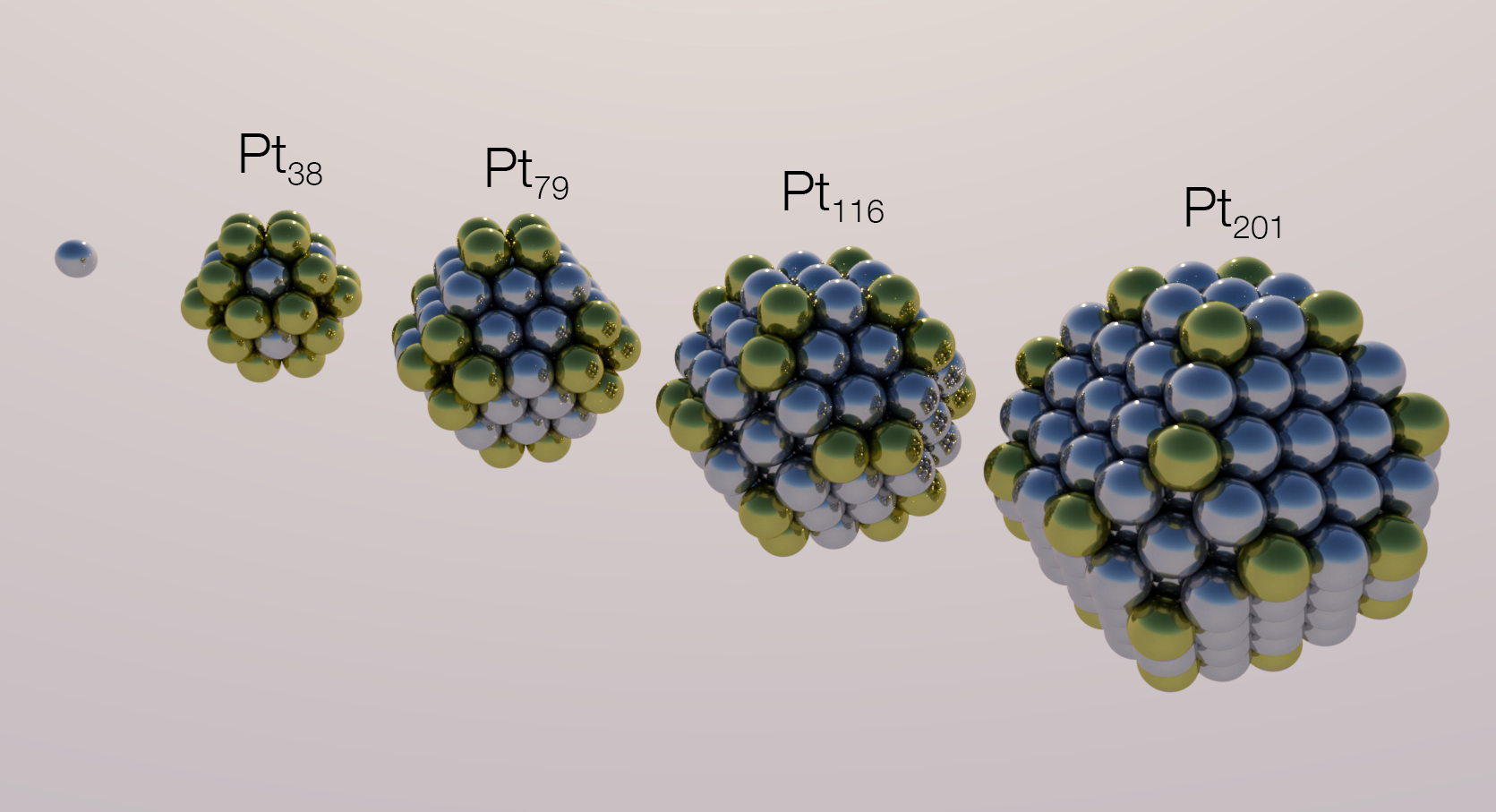
Modèles de nanoparticules de platine.

Représentation d'un Liposome.

Les nanoparticules pour l'administration de médicaments sont issues de nanotechnologies permettant l'administration ciblée et la libération contrôlée d'agents thérapeutiques. Il s'agit de nanoparticules organiques ou minérales de 1 à 100 nm de diamètre, taille semblable à celle de la plupart des molécules et structures biologiques. Les nanoparticules peuvent être conçues pour une grande variété d'utilisations biomédicales, notamment les méthodes de diagnostic, les produits de contraste, les applications de physiothérapie et l'administration des médicaments (en). Dans ce dernier domaine, les méthodes actuelles recherchent la limitation des effets secondaires et la réduction à la fois des quantités administrées et des fréquences d'administration. Les nanoparticules présentent ainsi des propriétés chimiques et physiques ou des effets biologiques intéressants par rapport à ceux des systèmes d'administration de médicaments plus classiques, par exemple leur rapport aire-volume plus élevé, leur flexibilité géométrique et chimique, ou encore leur capacité à interagir avec des biomolécules pour faciliter leur absorption à travers la membrane plasmique. Leur surface spécifique élevée accroît leur affinité pour les médicaments, petites molécules biochimiquement actives, ligands ou anticorps, ce qui permet de contrôler leur ciblage et leur libération dans l'organisme. 
Les nanomatériaux utilisés pour l'administration de médicaments présentent des propriétés ajustables de manière particulière et peuvent ainsi être configurés spécifiquement pour une application particulière. Malgré leur potentiel indéniable, l'ingénierie de ces matériaux doit parvenir à maîtriser des difficultés complexes, telles que leur nanotoxicité, leur biodistribution et leur accumulation dans l'organisme, ainsi que leur clairance par le corps humain. Les objectifs de recherche sur ces technologies définis par les NIH américains privilégient trois axes :
- pouvoir franchir la barrière hémato-encéphalique afin de pouvoir traiter les affections du cerveau ;
- améliorer le ciblage de la distribution intracellulaire pour garantir que les médicaments atteignent les bonnes structures cellulaires ;
- combiner diagnostic et traitement.

Le développement d'un nouveau système thérapeutique prend généralement plusieurs années, de l'ordre de sept ans la plupart du temps pour terminer la phase de recherche et développement et passer aux essais précliniques sur l'animal.